# Michael Bublé
Michael Steven Bublé, född 9 september 1975 i Burnaby, British Columbia, är en kanadensisk sångare av kroatiskt och italienskt ursprung. Hans musikstil beskrivs som pop med vissa inslag av jazz. Han har flera Grammynomineringar och ett flertal Juno-awards. Bublés tredje album släpptes 1 maj 2007. Hans mest kända, egna låt är "Home", en jazz- och popballad som bland annat sjungits av deltagarna i Idol världen över. David Foster har varit starkt delaktig i Bublés skivor som producent. Michael har dubbelt medborgarskap, kanadensiskt och italienskt.

## Diskografi
- 2001 – BaBalu
- 2002 – Dream
- 2002 – Totally Bublé
- 2003 – Michael Bublé
- 2004 – Come Fly with Me (livealbum)
- 2004 – Let It Snow
- 2005 – It's Time
- 2005 – Caught in the Act (livealbum)
- 2007 – Call Me Irresponsible
- 2009 – Michael Bublé Meets Madison Square Garden (livealbum)
- 2009 – Crazy Love
- 2011 – Christmas
- 2013 – To Be Loved